# Brockenhurst F.C.
Brockenhurst FC là một câu lạc bộ bóng đá có trụ sở tại Brockenhurst, gần Lymington, Hampshire, Anh. Đội bóng hiện thi đấu tại Wessex League Premier Division và có sân nhà ở Grigg Lane.

## Danh hiệu
- Wessex League
  - Nhà vô địch Division One mùa giải 2012–13[2]
- Hampshire League
  - Nhà vô địch Division One mùa giải 1975–76[3]
  - Nhà vô địch Division Two mùa giải 1970–71[4]
  - Nhà vô địch Division Three mùa giải 1959–60[3]
- Bournemouth Senior Cup
  - Nhà vô địch mùa giải 1960–61
- Hants Intermediate Cup
  - Nhà vô địch mùa giải 1961–62

## Thành tích
- Thành tích tốt nhất tại FA Cup: Vòng loại thứ ba các mùa giải 1992–93, 2001–02, 2004–05, 2015–16[2]
- Thành tích tốt nhất tại FA Vase: Vòng năm các mùa giải 1974–75, 2021–22[2]
- Kỷ lục khán giả đến sân: 1,104 người trong trận đấu với St Albans City[1]